# Гайдай, Александр Владимирович
Александр Владимирович Гайдай (16 августа 1979, Одесса) — украинский гонщик, пилот команды Tsunami RT.
 Мастер спорта Украины. Чемпион Украины 2009 года по кольцевым гонкам в классе S2000.
 Первый украинский пилот, который выиграл гонку Porsche Carrera Cup в абсолютном зачете
 (Porsche Carrera Cup France, 1-3 мая 2015, Ле-Ман).

## Биография
Александр Гайдай родился в г. Одесса 16 августа 1979 года в семье преподавателя музыки Ирины Дмитриевны Гайдай (Дзюба-Кропивницкая) и капитана дальнего плавания Владимира Михайловича Гайдая.
В 1996 году в числе лучших студентов окончил факультет транспортных технологий и систем Одесского института инженеров морского флота.
Принимал активное участие в общественной деятельности.
 Был одним из лидеров Дебатного движения Украины, тренером команд Одесского дебатного клуба, судьей национальных турниров.

Женат на Ирине Коломейцевой-Гайдай.

## Деловая карьера

### 2008
В автоспорте Александр Гайдай дебютировал в 2008 году в чемпионате Украины по шоссейно-кольцевым гонкам, сразу заявив о себе в высшем дивизионе Super 2000. На двух первых этапах одессит стартовал на Lada 112 Kit Car (раллийном автомобиле в асфальтовой спецификации) и сумел в одном из заездов финишировать третьим.
Во второй половине сезона Гайдай получил в своё распоряжение полноценный кольцевой BMW 320i, подготовленный по требованиям высшей международной категории Super 2000 — на этом автомобиле прежде выступала известная немецкая гонщица Клаудия Хюртген (Claudia Hürtgen).
 В пяти стартах Александр Гайдай одержал победу и трижды финишировал вторым. По итогам сезона одесский гонщик завоевал третье место в зачете Super 2000, лишь на два очка отстав от второго призёра чемпионата.
Путь Гайдая охватывал сразу несколько автоспортивных дисциплин: ралли, кольцевые гонки, гонки на выносливость и картинг. География стартов тоже была обширной — Объединенные Арабские Эмираты (ОАЭ), Украина, Россия, Германия, Италия… Впечатляло и разнообразие задействованной гоночной техники — от скромного ВАЗ-2108 до Porsche 911 GT3 Cup (Type 997).

### 2014—2015
2014—2015 годы проходят в борьбе за места на подиумах этапов Porsche Carrera Cup, как во французской, так и в итальянской сериях.

Несколько подиумов, победы в дивизионе В, быстрейшие круги в отдельных гонках — все эти достижения уже значатся в портфолио одессита.
В марте 2015 Гайдай принимает участие в марафонской гонке «12 часов Мюджелло». В ходе этого соревнования он уверенно проводит свои смены, некоторое время занимая вторую позицию в абсолюте. Немаловажной деталью является также и то, что в данной гонке Александр выступал не в цветах Tsunami RT, а входит в состав итальянской команды GDL Racing. Тем не менее, несмотря на свой статус «временного» пилота со стороны, украинец во всех своих сессиях выглядел намного сильнее своих напарников по экипажу Роберто Феккьо и Массимо Виньяли.
Второй этап Porsche Carrera Cup France 2015 года, состоявшийся 1-3 мая в Ле-Мане на малом гоночном кольце Bugatti Circuit, навсегда вошел в историю кубковых серий этой марки.
Пилот украинской команды Александр Гайдай показал второе и третье время в Дивизионе В, уступив своим главным соперникам из Sébastien Loeb Racing — французу Кристофу Ляпьерру и норвежцу Роару Линдланду.
Гайдай стал первым в истории украинцем, выигравшим гонку Porsche Carrera Cup в абсолютном зачете. Таким образом, Александр Гайдай увозит из Ле-Мана три призовых кубка — за подиум и победу в Дивизионе В, а также за триумф в абсолютном зачете.